# Zalew

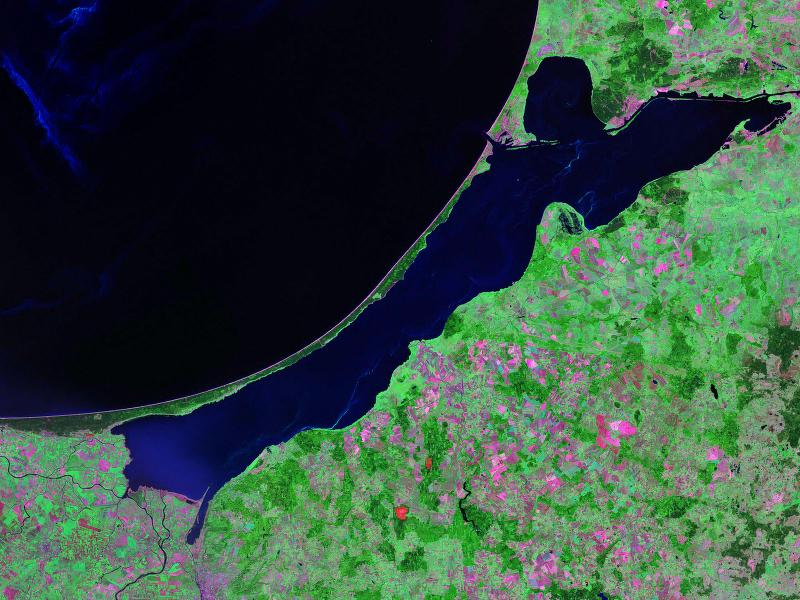
Zalew Wiślany i Mierzeja Wiślana – zdjęcie satelitarne Landsat

Zalew – płytki akwen, który od morza lub oceanu oddziela mierzeja lub wyspy. Zalew zazwyczaj zasilany jest wodami rzecznymi, ale w czasie sztormów również przez wodę morską. Zalewy są zaliczane do wód przejściowych między wodami śródlądowymi a morskimi. Bałtyckie zalewy są rodzajem lagun o wodach stojących bezpływowych.
Przykłady zalewów:
- Zalew Kamieński
- Zalew Kuroński
- Zalew Szczeciński
- Zalew Wiślany

Do zalewów zaliczana bywa także Wewnętrzna Zatoka Pucka, jako Zalew Pucki. W odróżnieniu od innych części Zatoki Gdańskiej, powstała ona przez odcięcie Mierzeją Helską od pełnego morza i Rybitwią Mielizną od Zewnętrznej Zatoki Puckiej obszaru zalanego wodą podczas transgresji Morza Litorynowego.